# Mieke Kröger

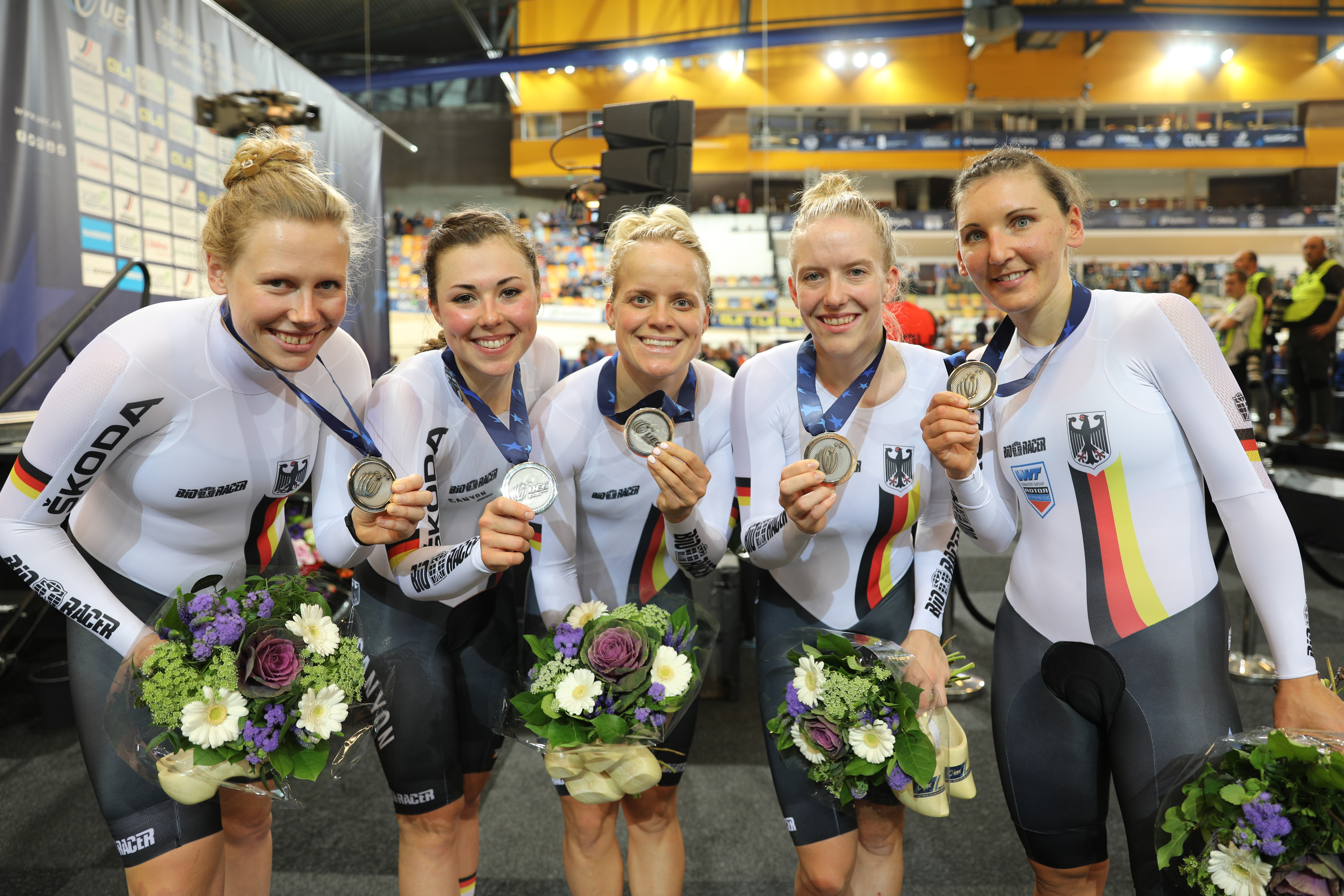
Silber bei den Bahn-Europameisterschaften 2019 (v. l. n. r.): Kröger, Lisa Klein, Gudrun Stock, Franziska Brauße, Lisa Brennauer

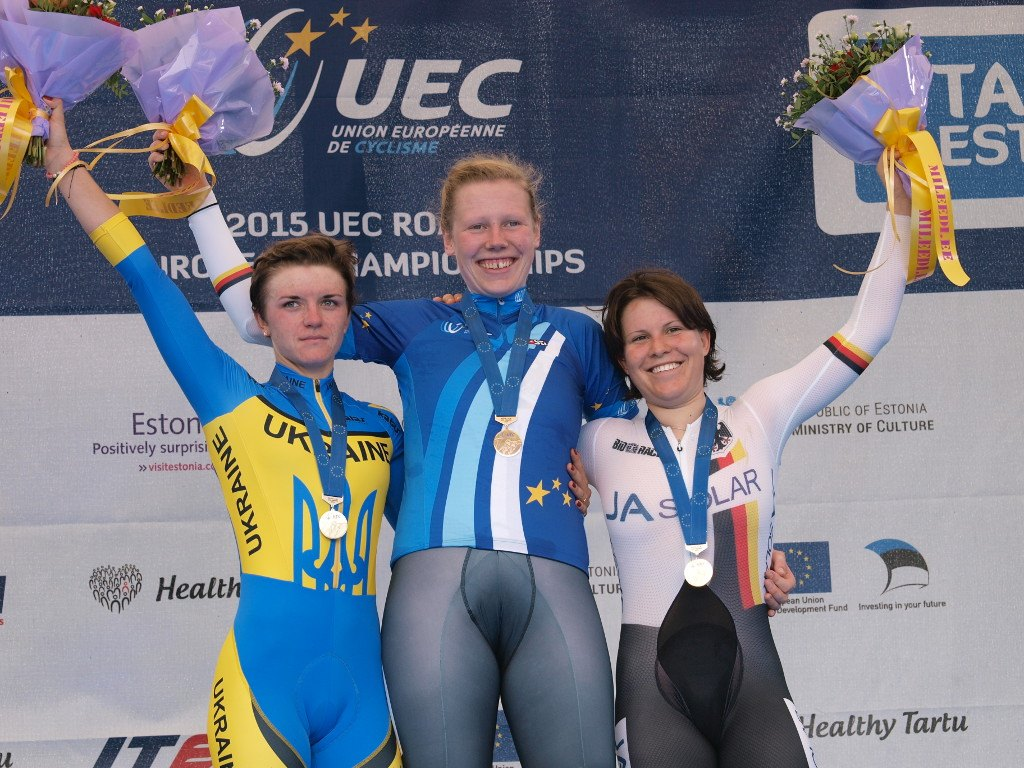
Mieke Kröger (M.) als Europameisterin im Einzelzeitfahren (U23) mit Olha Schekel (l.) und Corinna Lechner (2015)

Mieke Kröger (* 18. Juli 1993 in Bielefeld) ist eine deutsche Radrennfahrerin. 2021 wurde sie Olympiasiegerin, Weltmeisterin und Europameisterin in der Mannschaftsverfolgung auf der Bahn sowie Weltmeisterin in der Mixed-Staffel auf der Straße. Im selben Jahr wurde der deutsche Bahn-Vierer, deren Mitglied sie war, zur Mannschaft des Jahres gekürt.

## Sportliche Laufbahn
2009 errang Mieke Kröger Siege bei „Rund in Schwerte“, dem „Erftpokal von Quadrath“ und dem „Brackweder Radrennen“, jeweils in der Klasse U 17 weiblich. 2010 und 2011 wurde sie deutsche Juniorinnen-Meisterin im Einzelzeitfahren auf der Straße. Bei der Bahn-DM in Cottbus belegte sie 2010 in der Einerverfolgung den dritten Platz bei den Juniorinnen. Bei den Junioren-Weltmeisterschaften im selben Jahr wurde sie trotz eines Sturzes Achte im Straßenrennen. 2011 wurde sie in Meiningen zunächst deutsche Meisterin der Juniorinnen im Straßenrennen, wenig später in Berlin in der Einerverfolgung auf der Bahn. Im August desselben Jahres errang sie in Moskau den Weltmeistertitel der Juniorinnen in der Verfolgung. Bei den Straßenradsport-Weltmeisterschaften 2011 im September desselben Jahres errang Kröger Bronze im Einzelzeitfahren der Juniorinnen.
2012 belegte Kröger bei den Straßen-Europameisterschaften der Junioren und U23 im niederländischen Goes den zweiten Platz im Einzelzeitfahren der U23. Im Jahr danach wurde sie bei den U23-Europameisterschaften Brünn Fünfte des Einzelzeitfahrens. 2014 wurde Mieke Kröger U23-Europameisterin im Einzelzeitfahren sowie in der Einerverfolgung. Bei den Bahnradsport-Europameisterschaften der Junioren/U23 2015 in Athen holte sie mit Gudrun Stock, Lisa Klein und Anna Knauer die Silbermedaille in der Mannschaftsverfolgung sowie die Bronzemedaille in der Einerverfolgung. Bei den folgenden Straßenradsport-Europameisterschaften der Junioren/U23 2015 im estnischen Tartu wurde sie zum zweiten Mal U23-Europameisterin im Einzelzeitfahren.
Bei den Straßenweltmeisterschaften 2015 in Richmond (Virginia) wurde Mieke Kröger mit ihrem Team Velocio-SRAM Weltmeisterin im Teamzeitfahren. 2016 gewann sie das Straßenrennen der deutschen Meisterschaften in Erfurt. Sie wurde zudem für die Teilnahme an den Olympischen Spielen in Rio de Janeiro nominiert, wo sie gemeinsam mit Charlotte Becker, Stephanie Pohl und Gudrun Stock Platz neun in der Mannschaftsverfolgung belegte. Bei den Bahnradsport-Europameisterschaften 2018 errang sie gemeinsam mit Lisa Brennauer, Gudrun Stock und Charlotte Becker die Bronzemedaille in der Mannschaftsverfolgung, im Jahr darauf, bei den Bahnradsport-Europameisterschaften 2019 in Apeldoorn errang sie mit Lisa Brennauer, Gudrun Stock, Lisa Klein und Franziska Brauße Silber in dieser Disziplin.
Auf der Straße war Kröger 2019 ebenfalls erfolgreich: Sie gewann die Lotto Belgium Tour, zwei Etappen von Gracia Orlová und eine Etappe der Healthy Ageing Tour. Jeweils Silber gewann sie mit der Mixed-Staffel bei den Europameisterschaften sowie bei den Weltmeisterschaften. 2020 wurde sie mit der deutschen Mixed-Staffel Europameisterin.
2021 wurde Mieke Kröger für die Teilnahme an den Olympischen Spielen in Tokio nominiert, wo sie in der Mannschaftsverfolgung mit Klein, Brennauer und Brauße Olympiasiegerin wurde. Während des olympischen Wettbewerbs stellte der deutsche Frauen-Vierer drei Mal hintereinander einen neuen Weltrekord auf und konnte letztlich den bestehenden Rekord des britischen Vierers von den Olympischen Spielen 2016 in Rio de Janeiro um rund sechs Sekunden auf 4:04,249 Minuten verbessern. Bei den Straßenweltmeisterschaften 2021 errang sie mit der deutschen Mannschaft den Titel in der Mixed-Staffel. Im Jahr darauf wurde sie zweifache Europameisterin, in Einer- sowie in der Mannschaftsverfolgung (mit Franziska Brauße, Lisa Brennauer und Lisa Klein).
Ende 2023 kündigte Kröger an, ihre Profi-Laufbahn auf der Straße zu beenden, und ließ den Vertrag mit ihrem Team Human Powered Health nicht verlängern. Sie wolle sich auf die Qualifikation zu den Olympischen Spielen in der Mannschaftsverfolgung und dem Einzelzeitfahren konzentrieren. Im Januar 2024 war sie Teil des Teams, das bei den Bahn-Europameisterschaften die Bronzemedaille in der Mannschaftsverfolgung gewann. Im Juni verteidigte sie erfolgreich ihren Deutschen Meistertitel im Einzelzeitfahren, außerdem fuhr sie die Thüringen-Rundfahrt als Mitglied der Nationalmannschaft. Das olympische Einzelzeitfahren beendete sie auf dem 13. Rang, die Mannschaftsverfolgung auf dem 6. Platz.
Mieke Kröger lebt in Hürth bei Köln.

## Ehrungen
- Im November 2021 wurde Mieke Kröger mit dem Silbernen Lorbeerblatt geehrt.[7]
- Im Dezember des Jahres 2021 wurde sie als Mitglied des Bahn-Vierers gemeinsam mit Franziska Brauße, Lisa Brennauer, Lisa Klein und Laura Süßemilch zur Mannschaft des Jahres gekürt.[8]
- Mieke Kröger zu Ehren wurde im April 2022 das Lied Mieke Kroeger Anthem veröffentlicht.[9]
- Am 7. Oktober 2022 gewann sie mit dem Bahnrad-Team (Lisa Brennauer, Franziska Brauße, Lisa Klein) die Goldene Henne in der Kategorie Sport.[10]

## Gesellschaftliches Engagement
Mieke Kröger war 2017 Jubiläumsbotschafterin der Von Bodelschwinghschen Stiftungen Bethel.

## Erfolge
| 2010 - Deutsche Bahn-Meisterschaften – Einerverfolgung (Jun.) 2011 - Junioren-WM – Einerverfolgung 2011 - Deutsche Bahn-Meisterschaften – Einerverfolgung (Jun.) 2012 - Deutsche Meisterschaft – Einerverfolgung 2013 - Deutsche Meisterschaft – Omnium 2014 - U23-Europameisterin – Einerverfolgung 2015 - Europameisterschaft – Mannschaftsverfolgung (mit Gudrun Stock, Lisa Klein und Anna Knauer) (U23) - Europameisterschaft – Einerverfolgung (U23) - U23-Europameisterin - Einerverfolgung - Deutsche Meisterschaft – Einerverfolgung 2018 - Europameisterschaft – Mannschaftsverfolgung (mit Lisa Brennauer, Gudrun Stock und Charlotte Becker) 2019 - Europameisterschaft – Mannschaftsverfolgung (mit Lisa Brennauer, Gudrun Stock, Lisa Klein und Franziska Brauße) 2021 - Olympiasiegerin – Mannschaftsverfolgung (mit Franziska Brauße, Lisa Brennauer und Lisa Klein) - Europameisterin – Mannschaftsverfolgung (mit Lisa Brennauer, Franziska Brauße, Lena Charlotte Reißner und Laura Süßemilch) - Europameisterschaft – Einerverfolgung - Weltmeisterin – Mannschaftsverfolgung (mit Lisa Brennauer, Franziska Brauße und Laura Süßemilch) - Weltmeisterschaft – Einerverfolgung 2022 - Nations’ Cup in Glasgow - Einerverfolgung, Mannschaftsverfolgung (mit Franziska Brauße, Laura Süßemilch und Lisa Klein) - Europameisterin – Einerverfolgung, Mannschaftsverfolgung (mit Franziska Brauße, Lisa Brennauer und Lisa Klein) 2023 - Europameisterschaft – Mannschaftsverfolgung (mit Lisa Klein, Franziska Brauße und Laura Süßemilch) 2024 - Europameisterschaft – Mannschaftsverfolgung (mit Franziska Brauße, Lisa Klein, Lena Charlotte Reißner und Laura Süßemilch) - Weltmeisterschaft – Mannschaftsverfolgung (mit Lisa Klein, Franziska Brauße, Lena Charlotte Reißner und Laura Süßemilch) 2025 - Europameisterschaft – Mannschaftsverfolgung (mit Franziska Brauße, Lisa Klein und Laura Süßemilch) - Europameisterschaft – Einerverfolgung | 2010 - Deutsche Straßenmeisterschaft – Straßenrennen (Jun.) - Deutsche Meisterin – Einzelzeitfahren (Jun.) 2011 - Weltmeisterschaft – Einzelzeitfahren (Jun.) - Deutsche Meisterin – Straßenrennen (Jun.) - Deutsche Meisterin – Einzelzeitfahren (Jun.) - Deutsche Bergfahr-Meisterin (Jun.) 2012 - Weltmeisterschaft – Einzelzeitfahren (U23) 2013 - Deutsche Bergfahr-Meisterin 2014 - Europameisterin – Einzelzeitfahren (U23) 2015 - Weltmeisterin – Teamzeitfahren - Europameisterin – Einzelzeitfahren (U23) - Deutsche Meisterin – Einzelzeitfahren 2016 - Deutsche Meisterschaft – Straßenrennen - Weltmeisterschaften – Mannschaftszeitfahren (mit Canyon SRAM Racing) 2019 - eine Etappe Healthy Ageing Tour - zwei Etappen Gracia Orlová - Europameisterschaft – Mixed-Staffel - Gesamtwertung und eine Etappe Lotto Belgium Tour - Weltmeisterschaft – Mixed-Staffel 2020 - Europameisterin – Mixed-Staffel 2021 - Weltmeisterin – Mixed-Staffel (mit Lisa Brennauer, Lisa Klein, Tony Martin, Nikias Arndt und Max Walscheid) - Europameisterschaften – Mixed-Staffel (mit Miguel Heidemann, Justin Wolf, Max Walscheid, Lisa Klein und Franziska Koch) 2023 - Deutsche Meisterin – Einzelzeitfahren - Europameisterschaften – Mixed-Staffel (mit Miguel Heidemann, Jannik Steimle, Max Walscheid, Corinna Lechner und Tanja Erath) 2024 - Deutsche Meisterin – Einzelzeitfahren |